# Јоханес Дрост
Јоханес Дрост (хол. Johannes Drost; Ротердам 22. јун 1880 — Ротердам 18. септембар 1954) је некадашњи холандски пливач.
Са 19 година учествовао је на Летњим олимпијским играма 1900. у Паризу. Такмичио се у дисциплини 200 м леђно у конкуренцији 16 пливача из 7 земаља. После освојеног другог места у полуфиналу, у финалу је био трећи иза Ернста Хопенберг из Немачке и Карла Руберла из Аустрије.
Освојена медаља је била прва олипијска медаља за холандски пливачки спорт.
Професионално Дрост је био адвокат. Радио је у одборима различитих организација, укључујући и место председника Међународног удружења адвоката.